# Gavin Harrison

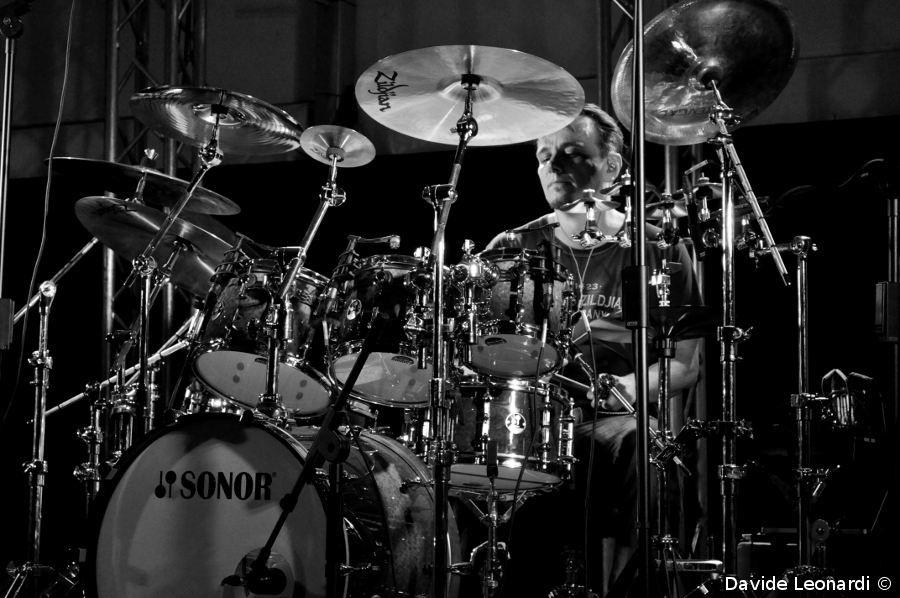
Gavin Harrison (2011)

Gavin Richard Harrison (* 28. Mai 1963 in London, Stadtbezirk Harrow, damals Middlesex) ist ein renommierter britischer Schlagzeuger, Komponist und mehrfacher Schlagzeug-Lehrbuchautor. Außerdem ist er (Stand 2022) festes Bandmitglied der Progrock-Bands Porcupine Tree, King Crimson und The Pineapple Thief sowie der weniger bekannten britischen Formation ‚Dizrhythmia' (mit Danny Thompson, Jakko M. Jakszyk, Pandit Dinesh).

## Musikalisches Schaffen
Gavin Harrison spielte von Februar 2002 bis zu ihrer Inaktivität seit 2012 hauptsächlich bei der Progressive-Rock-Band Porcupine Tree. Er ersetzte Chris Maitland, nachdem er Steven Wilson, dem Sänger, Gitarristen und Gründer der Band, von Richard Barbieri vorgeschlagen wurde. Anfangs war er nur als Studiomusiker für das 2002 erschienene Album In Absentia vorgesehen, schließlich wurde er aber als festes Mitglied in die Band aufgenommen. 2008 wirkte er als zweiter Schlagzeuger bei King Crimson neben Pat Mastelotto, Robert Fripp, Adrian Belew und Tony Levin auf deren Tour durch die USA mit. 2011 arbeitete er erneut mit Jakszyk, Fripp, Collins – A King Crimson ProjeKct „A Scarcity Of Miracles“ zusammen. Er begleitete die King Crimson Konzerttouren in den Jahren 2014, 2016 und 2019, wo er bei den Bühnenshows mit Pat Mastelotto und Bill Rieflin die Dreifach-Schlagzeugbesetzung bildete. Zu diesen Touren wurden verschiedene Live-Alben veröffentlicht. 2016 wirkte er als Schlagzeuger auf dem Album „Your Wilderness“ von The Pineapple Thief mit. Im gleichen Jahr erschien mit „Dizrhythmia Too“ ein Album in Zusammenarbeit mit Jakko Jakszyk, Danny Thompson und dem indischen Percussionist Pandit Dinesh. Mittlerweile ist er ein festes Mitglied in The Pineapple Thief und spielte auf den Alben „Dissolution“ und „Versions of the Truth“. Somit ersetzte er Dan Osborne.
Harrison hat bislang zwei Schlagzeug-Lehrbücher, Rhythmic Illusions (1999) und Rhythmic Perspectives (2002), herausgegeben. Des Weiteren nahm er in seinem Londoner Studio in Eigenregie die zwei Schlagzeug-Lehrvideos Rhythmic Visions (2002) und Rhythmic Horizons (2006) auf und veröffentlichte diese auf DVD. 1997 erschien seine Solo-CD „Sanity & Gravity“. Eine weitere Solo-CD mit dem Titel „Cheating The Polygraph“ erschien 2015.

## Stil
Gavin Harrison kommt aus dem Jazzbereich; sein Vater war professioneller Jazzmusiker. Er fing mit 6 Jahren an, an der Hi-Hat zu üben, und bekam mit 11 Jahren sein erstes eigenes Schlagzeug. Er wurde unter anderem beeinflusst von Schlagzeugern wie Jeff Porcaro und Steve Gadd. Sein Spiel wird mit Virtuosität, Progressivität und Weichheit beschrieben.
Gavin Harrison gilt unter Schlagzeugern als der „Psychologe des Rhythmus“, da er Techniken wie Rhythmische Verschiebungen, Metrische Modulationen, Rhythmische Überlagerungen, Synkopen und Polyrhythmiken einsetzt.
Harrison selber notierte sich seit seiner Jugend Techniken, Konzepte und Praktiken und ließ diese über Jahrzehnte entstandenen Aufzeichnungen in seine Lehrwerke einfließen. Bekannt wurde Harrison durch rhythmische Illusionen, welchen durch seine Bücher und Lehrfilme ein Gesicht gegeben wurde.

## Studioschlagzeuger
1986:
- Iggy Pop „Ritz N.Y.C Live“
- Iggy Pop „Real Wild Child Live“
- Eddie and The Tide
- Zerra One „The Domino Effect“

1987:
- Dizrhythmia „Dizrhythmia“
- The Kings Of Oblivion „Big Fish Popcorn“
- Sam Brown „Stop“
- Froon „Froon“

1988:
- Tom Robinson & Jakko „We've Never Had It So Good“
- Black „Comedy“
- Sarah Jane Morris „Can't Get To Sleep“
- Gail Ann Dorsey „The Corporate World“

1989:
- B J Cole „Transparent Music“
- Shari Belafonte „Shari“
- Yasuaki Shimizu „Aduna“

1990:
- Lene Lovich „March“
- Dave Stewart & Barbara Gaskin „The Big Idea“
- Mieko Shimizu „A Road Of Shells“
- Eugenio Finardi „La Forza Dell'amore“
- Donna Gardier „I'll Be There“

1991:
- Incognito „Inside Life“
- Eugenio Finardi „Millennio“
- Camouflage „Meanwhile“
- Miss Thi „Lover“
- Dave Stewart & Barbara Gaskin „Spin“

1992:
- Alice „Mezzogiorno Sulle Alpi“
- Kevin Ayers „Still Life With Guitar“
- Claudio Baglioni „Assieme“
- Claudio Baglioni „AncorAssieme“
- Fiorella Mannoia „I Treni A Vapore“

1993:
- Raf „Cannibali“
- Cavani „Alza La Testa“
- Franco Battiato „Caffe' de la Paix“
- Chizuko Yoshihiro „Conscious Mind“

1994:
- Jakko „Kingdom Of Dust“
- Richard Barbieri/Tim Bowness „Flame“
- Jakko „Mustard Gas And Roses“
- Sharon Rose “Never Be The Same”

1995:
- Mick Karn „The Tooth Mother“
- Paul Young „Grazing In The Grass“ Live
- Eros Ramazzotti „Più bella cosa“ Live
- BJ Cole „Heart Of The Moment“
- Claudio Baglioni „Io Sono Qui“
- David Devant & His Spirit Wife „Ginger“
- Franco Battiato „L'Imboscata“

1996:
- Jakko „Are My Ears On Wrong?“
- Claudio Baglioni „Attori e Spettatori“
- Manfred Mann „Soft Vengeance“
- Franco Battiato „L'ombra della Luce“

1997:
- Jakko „Road To Ballina“
- Devogue „Devogue“
- Claudio Baglioni „Anime In Gioco“
- Lisa Stansfield „Never gonna give you up“ Live
- Saro Cosentino „Ones & Zeros“

1998:
- Franco Battiato „Gommalacca“
- Claudio Baglioni „A-Live“

1999:
- Lisa Stansfield „Swing“
- Shooter „Life's A Bitch“
- Shooter „..And Your Point?“
- Claudio Baglioni „Viaggiatore sulla coda del tempo“

2000:
- Lewis Taylor „Lewis 2“
- Claudio Baglioni „Acustico“

2001:
- Lisa Stansfield „831 - Change“
- Peter Cox „Flame Still Burns“
- Angela Baraldi „Rosasporco“
- Heraldo Zuniga „Triangulo De Musgo“

2002:
- Manolo Garcia „Nunca El Tiempo Es Perdido“
- Patty Pravo „Radio Station“
- Sheila Nicholls „Wake“
- Porcupine Tree „In Absentia“

2003:
- Claudio Baglioni „Sono Io“

2004:
- Blackfield „Blackfield“
- Rob Cowen/Beverly Craven „Lady Advertiser“

2005:
- Claudio Baglioni „Cresendo e Cercando“
- Stefano Panunzi „Timelines“
- Porcupine Tree „Deadwing“

2006:
- Jakko „The Bruised Romantic Glee Club“
- Claudio Baglioni „Quelli Degli Altri Tutti Qui“

2007:
- Carlo Fimiani „Too Early“
- Steve Thorne „Emotional Creatures part 2“
- Three Blind Mice „Good Grief“
- Gavin Harrison & 05Ric „Drop“
- Blackfield „Blackfield II“
- Porcupine Tree „Fear Of A Blank Planet“

2008:
- No-Man „Schoolyard Ghosts“
- Ed Poole „ED4“
- Richard Barbieri „Stranger Inside“
- Steven Wilson „Insurgentes“

2009:
- Gavin Harrison & 05Ric „Circles“
- O.S.I „Blood“
- Dave Stewart & Barbara Gaskin „Green and Blue“
- Paolo Gianolio „Pane e Nuvole“
- Porcupine Tree „The Incident“

2011:
- Jakszyk, Fripp, Collins – A King Crimson ProjeKct „A Scarcity Of Miracles“

2012:
- Gavin & 05Ric "The Man Who Sold Himself"
- Storm Corrosion "Storm Corrosion"
- Paolo Gianolio "Tribu' di Note"
- OSI "Fire Make Thunder"

2015:
- King Crimson " Live At The Orpheum"

2016:
- The Pineapple Thief "Your Wilderness"
- King Crimson "Live In Toronto"
- King Crimson "Radical Action (To Unseat The Hold Of Monkey Mind)"
- Dizrhythmia „Dizrhythmia Too“
- Nick Johnston "Remarkably Human"

2018:
- The Pineapple Thief „Dissolution“

2020:
- The Pineapple Thief „Versions of the Truth“
- Gavin Harrison & Antoine Fafard „Chemical Reactions“

2021:
- Porcupine Tree „Harridan“[5]

## Auszeichnungen
Im Juli 2007 wurde Gavin Harrison von den Lesern der Zeitschrift Modern Drummer zum „best progressive drummer of the year“ gewählt. In den Jahren 2008 bis 2010 wiederholte er diesen Erfolg, somit vier Jahre in Folge. 2014 platzierte ihn Modern Drummer in die Liste der 50 besten Schlagzeuger aller Zeiten.

## Equipment
Drums - Sonor: SQ2 bzw. ProLite (Kesselholz und Finish variieren je nach Schlagzeug, die Maße und das Setup bleiben gleich)
- 8x7" Rack Tom
- 10x8" Rack Tom
- 12x9" Rack Tom
- 15x13" Floor Tom
- 18x15" Floor Tom
- 22x15" Bass Drum
- 14x5.25" Protean[7] GH Signature 6mm Birken Snare
- 12x5" Protean GH Signature 6mm Birken Snare

Becken - Zildjian
• 4,5″-7″ Custom Bells
• 14" K Custom Session HiHats
• 20" K Sweet Crash
• 17" A Medium Thin Crash
• 22" K Custom Special Dry Ride
• 12" FX Oriental China Trash
• 19" K Sweet Crash
• 22" A Swish Knocker ohne Rivets
Die Becken sind von links nach rechts aufgezählt.
Felle - Remo
- Toms: (8",10",12",15",18") Coated Emperors Vintage – Schlagseite, Clear Ambassadors – Resonanzfelle
- Bass Drum: (22") Powerstroke 3 Clear - Schlagseite, Standard Sonor Head – Resonanzfell
- Snares – Coated CS – Schlagseite, Hazy Ambassador – Resonanzfell

Hardware - Gibraltar, Tama, Sonor
- Gibraltar Rack
- Tama Speed Cobra Bass Drum Double Pedal und Cobra Clutch
- Porter & Davies BC2 Tactile Sound Monitoring
- S-Hoops auf allen Toms und der Signature Snare

Sticks – Vic Firth
- Vic Firth Gavin Harrison Signature Modell SHAR2

Elektronik – Korg
- Wavedrum Dynamic Percussion Synthesize